# Liohippelates peruanus
Liohippelates peruanus är en tvåvingeart som först beskrevs av Becker 1912.  Liohippelates peruanus ingår i släktet Liohippelates och familjen fritflugor. Inga underarter finns listade i Catalogue of Life.